# ウッドフォード郡 (ケンタッキー州)
ウッドフォード郡（英: Woodford County）は、アメリカ合衆国ケンタッキー州の中央部に位置する郡である。2010年国勢調査での人口は24,939人であり、2000年の23,208人から7.5%増加した。郡庁所在地はバーセイルズ市（英: Versailles、フランスのヴェルサイユと同じ綴りだが、ケンタッキー州ではバーセイルズと発音される（[vərˈseɪlz] ( 音声ファイル) vər-saylz）、人口8,568人）であり、同郡で人口最大の都市でもある。郡名はアメリカ独立戦争中にバレーフォージでジョージ・ワシントンと共にあったウィリアム・ウッドフォード将軍に因んで名付けられた。
ウッドフォード郡はレキシントン・ファイエット大都市圏に属している。郡内には、ケンタッキー・バーボン・ウィスキーのウッドフォードリザーブを製造するウッドフォードリザーブ蒸留所(旧ラブロー＆グラハム蒸留所)がある。1812年に設立され、ケンタッキー州では最古のバーボン・ウィスキー蒸留所である。

## 歴史
ウッドフォード郡は1788年にファイエット郡の一部が分離して設立された。郡名はバージニア州出身のアメリカ独立戦争時の将軍であり、1780年に戦争捕虜となっている時に死亡したウィリアム・ウッドフォード将軍に因んで名付けられた。1792年に州昇格を果たしたケンタッキー州を形成した9郡のうち最後の郡である。
1792年には、郡域からスコット郡が設立された。1794年にもフランクリン郡が分離した。

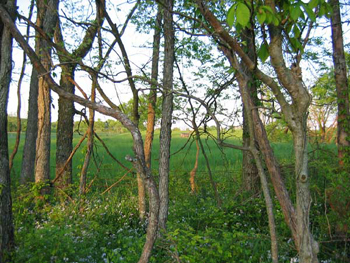
ウッドフォード郡にあるバックリー野生生物保護区

## 地理
アメリカ合衆国国勢調査局に拠れば、郡域全面積は191.98平方マイル (497.2 km2)であり、このうち陸地190.68平方マイル (493.9 km2)、水域は1.30平方マイル (3.4 km2)で水域率は0.68%である。

### 隣接する郡
- フランクリン郡 - 北西
- スコット郡 - 北東
- ファイエット郡 - 東
- ジェサミン郡 - 南東
- マーサー郡 - 南西
- アンダーソン郡 - 西

## 人口動態
以下は2000年国勢調査による人口統計データである。
| 基礎データ - 人口: 23,208人 - 世帯数: 8,893 世帯 - 家族数: 6,643 家族 - 人口密度: 47人/km2（122人/mi2） - 住居数: 9,374軒 - 住居密度: 19軒/km2（49軒/mi2） 人種別人口構成 - 白人: 92.08% - アフリカン・アメリカン: 5.41% - ネイティブ・アメリカン: 0.13% - アジア人: 0.31% - 太平洋諸島系: 0.01% - その他の人種: 1.13% - 混血: 0.93% - ヒスパニック・ラテン系: 2.99% 年齢別人口構成 - 18歳未満: 25.4% - 18-24歳: 7.9% - 25-44歳: 31.2% - 45-64歳: 25.1% - 65歳以上: 10.4% - 年齢の中央値: 37歳 - 性比（女性100人あたり男性の人口） - 総人口: 93.0 - 18歳以上: 91.2 | 世帯と家族（対世帯数） - 18歳未満の子供がいる: 35.0% - 結婚・同居している夫婦: 61.9% - 未婚・離婚・死別女性が世帯主: 9.7% - 非家族世帯: 25.3% - 単身世帯: 21.0% - 65歳以上の老人1人暮らし: 7.5% - 平均構成人数 - 世帯: 2.57人 - 家族: 2.99人 収入と家計 - 収入の中央値 - 世帯: 49,491米ドル - 家族: 58,218米ドル - 性別 - 男性: 39,284米ドル - 女性: 27,972米ドル - 人口1人あたり収入: 22,839米ドル - 貧困線以下 - 対人口: 7.3% - 対家族数: 5.2% - 18歳未満: 8.0% - 65歳以上: 13.1% |

## 都市と町
都市
- バーセイルズ - 郡庁所在地
- ミッドウェイ

町
- ミルビル
- ナンサッチ
- モートンズビル
- トロイ

## 教育
郡内には以下の学校、カレッジがある。
- ハンタータウン小学校
- ノースサイド小学校
- サウスサイド小学校
- セントレオズ、幼稚園生から8年生、私立
- サイモンズ小学校
- ウッドフォード郡中学校
- ウッドフォード郡高校
- ミッドウェイ・カレッジ

## 著名な出身者
- ジョン・ビュフォード - 南北戦争の時の北軍騎兵将軍
- ハッピー・チャンドラー - 政治家、ケンタッキー州知事、MLBの2代目コミッショナー
- ウィリアム・シャトナー - 映画監督、俳優、声優
- サム・シェパード - 俳優、劇作家

## 英王室の訪問
2007年5月、エリザベス2世がウッドフォード郡のレーンズ・エンド農場に滞在した。ルイビル市ではケンタッキーダービーを観戦した。